# آبشار ماهوا
آبشار ماهوا (به لاتین: Mahua Waterfall) یک آبشار در مالزی است که در Kg. Patau, Tambunan District, Sabah, Malaysia واقع شده‌است.